# Antrohyphantes rhodopensis
Espèce
Synonymes
- Troglohyphantes rhodopensis Drensky, 1931
- Antrohyphantes rodopicus Dumitrescu, 1971

Antrohyphantes rhodopensis est une espèce d'araignées aranéomorphes de la famille des Linyphiidae.

## Distribution
Cette espèce est endémique de Bulgarie.

## Étymologie
Son nom d'espèce, composé de rhodop et du suffixe latin -ensis, « qui vit dans, qui habite », lui a été donné en référence au lieu de sa découverte, les Rhodopes.

## Publication originale
- Drensky, 1931 : Paiatzi ot pescherite na Beulgaria. Spis. beulg. Akad. naouk., vol. 44, p. 1-50.